# Qiajivik Mountain
Qiajivik Mountain – szczyt na terytorium Nunavut, w Kanadzie. Znajduje się w Górach Baffina będących częścią paśma innuickiego, na Ziemi Baffina. Jego wysokość wynosi 1963 m n.p.m. i jest siódmym pod tym względem szczytem w Nunavut. Po raz pierwszy został zdobyty 8 maja 1994.